# Phrynotettix
Phrynotettix är ett släkte av insekter. Phrynotettix ingår i familjen Romaleidae.
Kladogram enligt Catalogue of Life:
| Phrynotettix | \| \| Phrynotettix robertsi \| \| \| \| \| \| Phrynotettix robustus \| \| \| \| \| \| Phrynotettix tshivavensis \| \| \| \| |
|              | \| \| Phrynotettix robertsi \| \| \| \| \| \| Phrynotettix robustus \| \| \| \| \| \| Phrynotettix tshivavensis \| \| \| \| |
|              | Phrynotettix robertsi |
|              | |
|              | Phrynotettix robustus |
|              | |
|              | Phrynotettix tshivavensis                                                                                                   |
|              | |